# Szamos
Szamos [samoš] (podle maďarštiny; rumunsky Someș [someš]; dácky Samus, latinsky Samosius; keltsky Samo, česky někdy přepisováno jako Samoš nebo Someš) je řeka v severozápadním Rumunsku (župy Kluž, Sălaj, Maramureš, Satu Mare) a východním Maďarsku (Szabolcs-Szatmár-Bereg). Je významným levým přítokem Tisy. Měří 285 km, včetně nejdelší zdrojnice 529 km. Povodí má rozlohu přes 18 000 km². 
Vladimir Georgiev odvozoval název řeky ze slovanského somъ (sumec). Podle této řeky byl pojmenovaný monitor rakousko-uherského loďstva SMS Szamos (1892–1962), sloužící u Dunajské flotily za první světové války.

## Průběh toku
Samoš jako takový vzniká u města Dej soutokem zdrojnic Someșul Mare („Velký Samoš“, 130 km) a Someșul Mic („Malý Samoš“, 178 km). Prvně jmenovaný sbírá vody z hlavního oblouku Karpat (hlavně z Rodenských hor), zatímco druhý pramení v Apusenách. Oproti názvu je podstatně delší zdrojnicí Malý Samoš, který protéká mj. Kluží a sám vzniká soutokem Someșul Rece („Studený Samoš“, 49 km) a o něco delší Someșul Cald („Teplý Samoš“, 66 km). Od pramene Teplého Samoše po ústí do Tisy je tok celkově dlouhý 529 km a v místě soutoku značně delší než samotná Tisa.
Zdrojnice Samoše mají na horních tocích horský charakter, následně meandrují v širokých údolích na severozápadě Transylvánské vysočiny. Pod soutokem se řeka v několika výrazných ohybech prolamuje Sylvánskou pahorkatinou, západně od Baia Mare přijímá zprava významný přítok Lăpuș a v rozšiřujícím se údolí vstupuje do roviny Velké dunajské kotliny. Protéká městem Satu Mare, u Csengeru vtéká na maďarské území a již převážně regulovaným tokem pokračuje na severozápad do Vásárosnaménye, kde se vlévá do Tisy, skoro zároveň s řekou Krasnou.

### Přítoky
Zleva: Malý Samoš (zdrojnice), Almaș, Agrij
Zprava: Velký Samoš (zdrojnice, význ. přítok Șieu), Lăpuș

### Města na toku
Velký Samoš: Sângeorz-Băi, Năsăud, Beclean
Malý Samoš: Kluž, Apahida, Gherla
Od soutoku: Dej, Jibou, Ulmeni, Seini, Satu Mare, Csenger, Fehérgyarmat, Vásárosnamény

## Vodní režim
Průměrný průtok vody u města Satu Mare je 114 m³/s. Největší průtok bývá na jaře a na začátku léta, nejmenší na konci léta a na podzim. Zamrzá na konci prosince a rozmrzá do konce února.

## Využití
Vodní doprava je možná na dolním toku, kde je koryto napřímeno a regulováno. Dále se využívá se na plavení dřeva, zavlažování (dolní tok).